# ابروزردک کارائیبی
ابروزردک کارائیبی (نام علمی: Elaenia martinica) نام یک گونه از سرده ابروزردک است.